# Norgesmesterskapet 1912
La Norgesmesterskapet 1912 di calcio fu la 11ª edizione del torneo. Terminò il 20 ottobre 1912, con la vittoria del Mercantile sul Fram Larvik per 6-0. Fu il secondo titolo nella storia del club.

## Risultati

### Primo turno
| Squadra 1 | Risultato | Squadra 2   |
| --------- | --------- | ----------- |
| NTNUI     | 0 – 6     | Mercantile  |
| Start     | 2 – 9     | Fram Larvik |
| Sarpsborg | 1 – 0     | Hamar       |
| Stavanger | 4 – 1     | Drafn       |

### Semifinali
| Squadra 1  | Risultato | Squadra 2   |
| ---------- | --------- | ----------- |
| Mercantile | 2 – 0     | Sarpsborg   |
| Stavanger  | 2 – 4     | Fram Larvik |

### Finale
| Arbitro: | Lund |

|                                                                    |           |  |
| Engebretsen 5’ Johansen 6’ Brekke ?’, ?’ E. Holmsen ?’ Endrerud ?’ | Marcatori |  |

#### Formazioni
| Mercantile (2-3-5) |  |                      |
|                    |  |                      |
| POR                |  | Sverre Lie           |
| DIF                |  | Macken Aas           |
| DIF                |  | Einar Friis Baastad  |
| CEN                |  | Fredrik Holmsen      |
| CEN                |  | Harald Johansen      |
| CEN                |  | Carl Frølich-Hanssen |
| ATT                |  | Rolf Aas             |
| ATT                |  | Sigurd Brekke        |
| ATT                |  | Hans Endrerud        |
| ATT                |  | Kaare Engebretsen    |
| ATT                |  | Eystein Holmsen      |

| Fram Larvik (2-3-5) |  |                      |
|                     |  |                      |
| POR                 |  | Einar Jensen         |
| DIF                 |  | Fritz Christophersen |
| DIF                 |  | Alf Malcolm Andersen |
| CEN                 |  | Alfred Hansen        |
| CEN                 |  | Peder Henriksen      |
| CEN                 |  | Henry Jonassen       |
| ATT                 |  | Carl Christophersen  |
| ATT                 |  | Olaf Ruud            |
| ATT                 |  | Johan Hallberg       |
| ATT                 |  | Tormod Kjellsen      |
| ATT                 |  | Ingebretsen          |